# 达托错
达托错（藏語：ལྡ་ཐོག་མཚོ།，威利转写：lda thog mtsho，THL：Datok Tso）位于中国西藏自治区昌都市八宿县境内，地处八宿县北部，湖面海拔4590米，湖长3.1公里，最大宽2.6公里，平均宽1.3公里，面积3.9平方公里。